# Parlamentní volby na Slovensku 2027
Nadcházející parlamentní volby na Slovensku jsou plánovány nejpozději na rok 2027. Bude se jednat o desátou volbu poslanců do Národní rady Slovenské republiky.

## Předchozí parlamentní volby 2023
Předešlé volby do Národní rady se konaly 30. září 2023 a jednalo se v pořadí o deváté volby v historii samostatnosti země. Kandidovalo v nich celkem 25 politických stran a hnutí, volební účast dosáhla 68,51 %. Vítěznou stranou se stala strana SMER-SD, která sestavila vládu se stranami HLAS-SD a SNS. Předsedou vlády se stal již počtvrté předseda strany SMER-SD Robert Fico.

## Volební preference

Graf průzkumů provedených od voleb v roce 2023